# Andrias
Andrias Tschudi, 1837 è un genere di anfibi urodeli della famiglia Cryptobranchidae al quale appartengono tre specie viventi, ed una fossile, del Miocene:
- Andrias davidianus (Blanchard, 1871) —  salamandra di padre David
- Andrias japonicus (Temminck, 1836) - salamandra gigante del Giappone
- Andrias sligoi (Boulenger, 1924) - salamandra gigante della Cina meridionale
- † Andrias scheuchzeri Tschudi, 1837